# ترشی انداختن

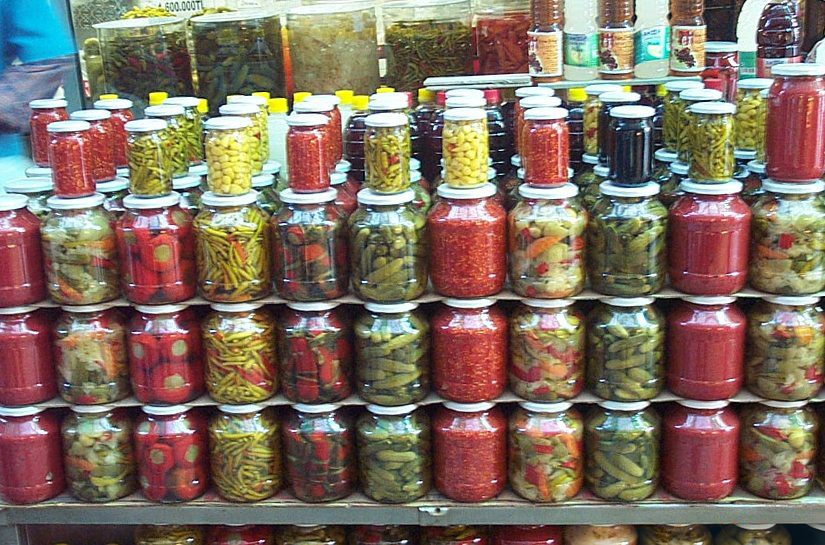
ترشی سنتی در
اروپای جنوب شرقی، آسیای غربی و قفقاز

ترشی انداختن فرایند ذخیره یا طولانی کردن عمر غذا با قرار دادن آن در آب‌نمک یا سرکه و آن به وسیلهٔ اندامگان بی‌هوازی است. روش ترشی انداختن معمولاً روی بافت و طعم غذا تأثیر خواهد گذاشت. در آسیای شرقی از مخلوط روغن نباتی و سرکه هم برای ترشی انداختن استفاده می‌کنند. غذاهایی که آن‌ها را ترشی می‌اندازند عبارتند از: گوشت، میوه، تخم‌مرغ و سبزیجات.
یکی دیگر از ویژگی‌ها پ‌هاش ۴٫۶ یا پایینتر است، که برای کشتن بیشتر باکتریها کافی است. ترشی انداختن می‌تواند غذاهای قابل قابل تجزیه را ماه‌ها حفظ کند. اغلب علف‌های ضد میکروب و ادویه‌هایی مثل دانه خردل، سیر، دارچین و میخک صدپر هم افزوده می‌شوند. اگر غذا رطوبت کافی داشته باشد، با افزودن نمک خشک به سادگی آب‌نمک تولید می‌شود. به عنوان مثال زاواکراوت آلمانی و کیمچی کره‌ای با افزودن نمک به سبزیجات و خروج آب اضافی آن‌ها درست می‌شود. تخمیر طبیعی در دمای اتاق، به وسیلهٔ لاکتوباسیلالس اسیدیته لازم را تولید می‌کند. ترشی‌های دیگر با قرار دادن سبزیجات در سرکه درست می‌شوند. بی‌شباهت به مرحلهٔ کنسروسازی ترشی انداختن که شامل تخمیر هم می‌شود، غذا قبل از بسته‌بندی و مهروموم شدن نیاز به استریل کامل ندارد. اسیدیته یا شوری محلول، دمای تخمیر و حذف اکسیژن، طعم محصول نهایی و غالب شدن کدام میکروارگانیسم را تعیین می‌کند.
وقتی غلظت نمک و دمای تخمیر پایین هست، لکونوستوک مزونترویدس غالب شده و مخلوطی از چندین اسید، الکل و ترکیبات معطر تولید می‌کند. در دمای بیشتر، لاکتوباسیلوس پلنتاریوم غالب شده و اساساً اسید لاکتیک تولید می‌کند. بسیاری از ترشی‌ها با لکونوستوک شروع شده و با دمای بیشتر به لاکتوباسیلوس تغییر می‌کنند.

## تاریخچه
ترشی انداختن ۴۰۰۰ سال پیش با استفاده از خیار بومی هند شروع شد. این کار راهی برای نگهداری و استفاده از غذا در خارج از فصل و سفرهای طولانی، به ویژه سفرهای دریایی بود. گوشت نمک سود شدهٔ خوک و گاو از لوازمات اساسی ملوانان پیش از دوران موتورهای بخار بود. گرچه این کار برای نگهداری غذا اختراع شده بود، به خاطر اینکه مردم از طعم بدست آمده لذت می‌برند ترشی‌ها ساخته و خورده می‌شوند. ترشی‌ها ممکن است ارزش غذا را با تولید ویتامین ب تولید شده توسط میکروب ها افزایش دهند.

## شهرت ترشی‌ها در اطراف دنیا

### آسیا

#### جنوب آسیا
جنوب آسیا عنوان مختلفی ترشی دارد، که اساساً از انواع مختلف انبه، لیمو، لیموی شیراز، گونگورا (بوته‌ای برگ‌دار و ترش)، تمبر هندی، انگور فرنگی هندی (آلما) و فلفل ساخته می‌شوند. گاهی اوقات سبزیجاتی مثل بادمجان، هویج، گل‌کلم، گوجه‌فرنگی، کدوی تلخ، تمبر هندی سبز، زنجبیل، سیر، پیاز و لیمو هم مورد استفاده قرار می‌گیرند. این میوه‌ها و سبزیجات عموماً با موادی مانند نمک، ادویه و روغن‌های گیاهی ترکیب شده و در مکانی بدون رطوبت گذاشته می‌شوند تا برسند.
در پاکستان ترشی را به زبان محلی (اردو) آچار می‌گویند و طعم‌های مختلفی دارد. یکی از انواع مشهور سنتی حیدرآبادی آچار است، خوراک لذیذی که از انواع میوه‌ها (بویژه انبه) و سبزیجات مخلوط با ادویه‌های انتخابی درست شده‌است.
در سری‌لانکا، ترشی به‌طور سنتی با هویج، پیاز، خرمای آسیاب شده که با پودر خردل، پودر فلفل و تکه‌های زنجبیل، سیر و سرکه مخلوط شده و در ظرفی سفالی درست می‌شوند.

#### جنوب شرقی آسیا
ترشی سنگاپور، اندونزی و مالزی آکار نامیده می‌شود و به‌طور سنتی از خیار، هویج، فلفل تند و موسیر درست می‌شود، به عنوان چاشنی سرکه، شکر و نمک به این اقلام اضافه می‌کنند. گاهی اوقات گیاهانی مثل پاپایا و آناناس هم ترشی انداخته می‌شوند.
در فیلیپین، ترشی که آکارا نامیده می‌شود، اساساً از پاپایای سبز، هویج، موسیر و حبه‌های سیر و افزودن سرکه درست می‌شود. انواع دیگری با زنجبیل، فلفل دلمه‌ای، تربسفید، خیار یا شاخه‌های بامبو ساخته می‌شوند.

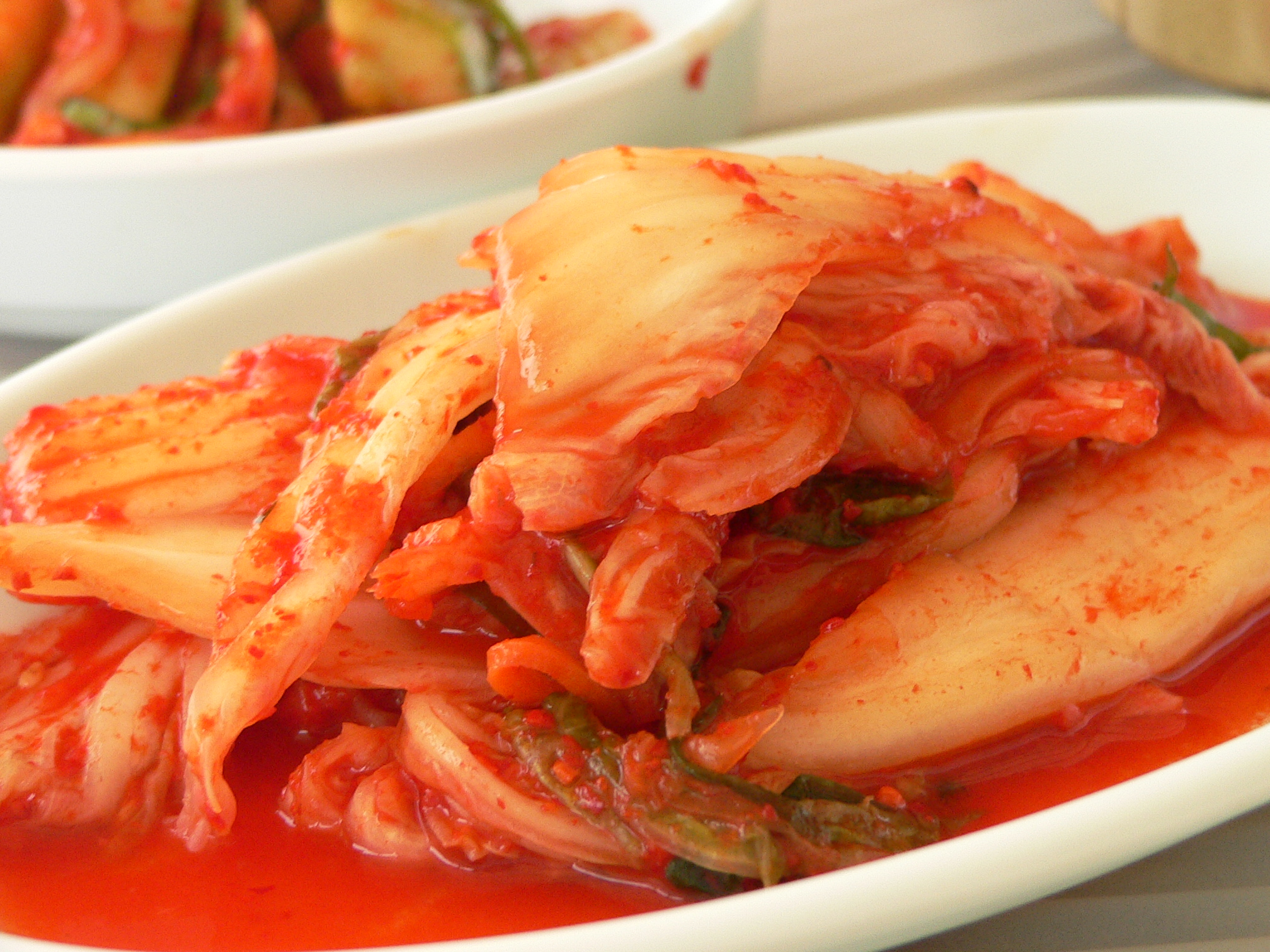
کیمچی غذای فرعی و مکمل بسیار رایجی در کره است.

#### شرق آسیا
چین مرکز انواع بسیار متفاوتی از ترشیجات است. ترشیجاتی مثل:تربچه، کلم چینی، فلفل تند، خیار از انواع دیگر معروفتر هستند.
تسوکه‌مونوی ژاپن شامل انواع زیادی از سبزیجات و میوه‌ها است مثل:ترب سفید، پرونوس مومه، گاری، بنی‌شوگا (زنجبیل)، شلغم، خیار و کلم‌برگ چینی
کیمچی کره معمولاً از کاهوی چینی ترشی انداخته شده و ترب درست می‌شود، ولی آن را از پیاز سبز، شاخه‌های سیر، پیازچه و گروهی از سبزیجات دیگر هم می‌سازند. کیمچی در سراسر شرق آسیا رایج است.

#### آسیای غربی
ترشی در ایران، ترکیه، کشورهای عربی، شبه جزیره بالکان و قفقاز (در ایران و به زبان فارسی ترشی، به زبان ترکی تورشو و مخالل به عربی) معمولاً از شلغم، فلفل، هویج، زیتون سبز، خیار، کلم، گوجه‌فرنگی سبز، لیمو و گل کلم درست می‌شوند.

### اروپا

#### اروپای مرکزی و شرقی

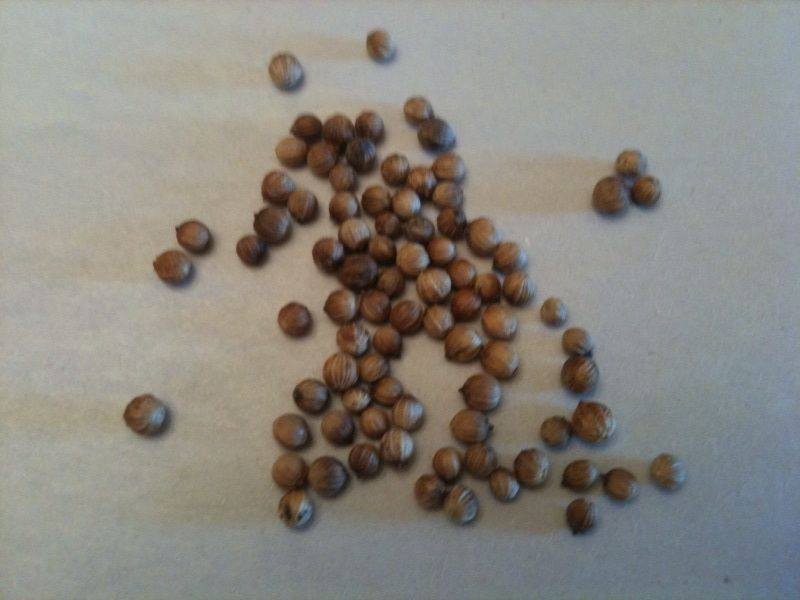
تخم گشنیز معمولاً یکی از ادویه‌هایی است که در اروپا هنگام ترشی انداختن سبزیجات به آن‌ها افزوده می‌شود.

در مجارستان، وعده غذایی اصلی (ناهار) معمولاً با نوعی ترشی (savanyúság) خورده می‌شود، اما معمولاً ترشی در زمان‌های دیگر در طول روز نیز مصرف می‌شود. زاواکراوت، انواع مختلف ،فلفل و … از رایج‌ترین انواع ترشی مصرفی است، اما از گوجه فرنگی، هویج، چغندر، ذرت نارس، پیاز، سیر، انواع معینی از کدو تنبل و خربزه و میوه‌هایی مانند آلو و سیب هم برای ترشی انداختن استفاده می‌کنند. ترشی با مواد پر شده هم از انواع ویژه‌ای هستند که با فلفل یا خربزه‌هایی که توی آن‌ها با کلم پر شده درست می‌کنند. آلوهایی که توی آن‌ها با سیر پر شده از انواع ترشی با مواد پر شده‌است که از ترشی‌های منحصر به فرد ویژه مجارستان هستند درست مثل csalamádé و نوعی که با خیارهای ترش (kovászos uborka) درست می‌کنند. ترشی csalamádé نوعی ترشی مخلوط است که با کلم، خیار، پیاز، هویج، گوجه‌فرنگی و برگ بو درست شده و برای تخمیر روی آن سرکه می‌ریزند. خیار ترش بی‌شباهت به انواع دیگر خیار که در تمام طول سال در دسترس هستند، ترشی فصلی است که در تابستان تولید می‌شود. خیار، ادویه جات، سبزی و برش نان در یک ظرف شیشه‌ای با آب نمک قرار داده شده و در چند روز به‌طور مستقیم در نور خورشید نگهداری می‌شود. مخمرِ نان، همراه با سایر مواد ترشی و ادویه جات زیر آفتاب داغ، به خیار طعم و بافت منحصر به فردی داده و آن را کمی کربناتیزه می‌کند. به جای می‌توان از آب آن برای ساخت نوع به خصوصی نوشیدنی به نام spritzer استفاده کرد. رسم است که خانواده‌های مجاری خودشان ترشی‌شان را تولید کنند. مناطق یا شهرهای مختلف دستورالعمل ویژه خود را دارند.

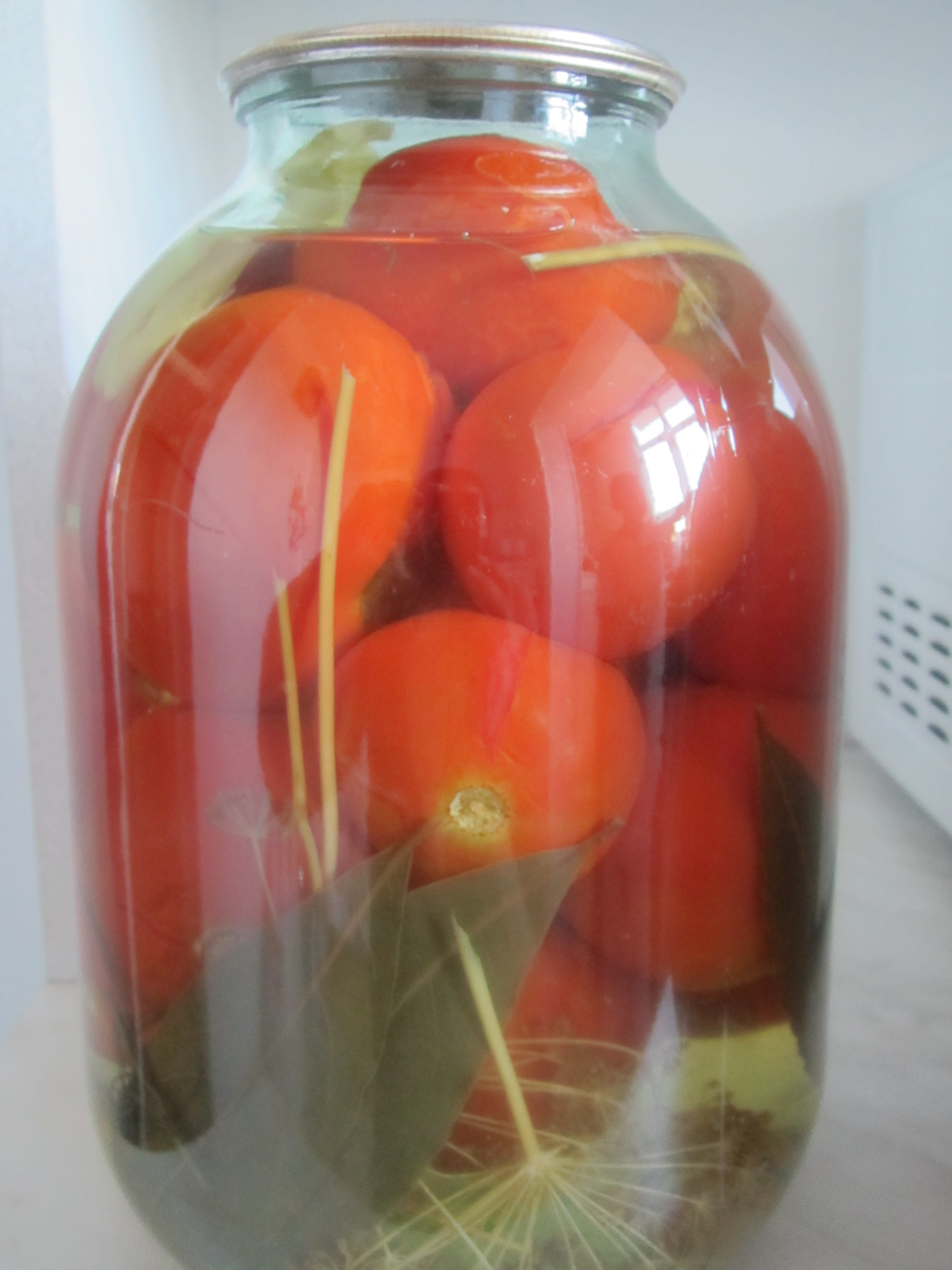
ترشی انداختن گوجه‌فرنگی درCIS رایج است.

ترشی‌های رومانی از چغندر، خیار، گوجه‌فرنگی نرسیده، هویج، کلم، سیر، (فلفل دلمه‌ای پر شده با کلم)، فلفل دلمه‌ای، ملون، قارچ، شلغم، کرفس و گل کلم درست می‌شود.
گوشت، مثل گوشت خوک، را هم می‌توان در نمک یا چربی خوک نگهداری کرد.
ترشی سنتی لهستانی و چک، خیار و زاواکراوت هستند، اما میوه و سبزیجات دیگر مثل آلو، و قارچ هم رایج هستند.
ترشی‌های رایج روس، اکراین و بلاروس عبارتند از: چغندر، قارچ، گوجه‌فرنگی، زاواکراوت، خیار ،والک، سیر، بادمجان (که معمولاً با هویج خرد شده پر شده‌است)، کاستارد کدو و هندوانه. در این کشورها محصولات باغی مثل شوید، انگورفرنگی سیاه، برگ بو و سیر معمولاً با استفاده از نمک ترشی انداخته شده و در جایی خنک و تاریک نگهداری می‌شوند.

#### اروپای جنوبی
یکی از ترشی‌های ایتالیایی giardiniera است که از پیاز، هویج، کرفس، و گل کلم تشکیل شده‌است. در بسیاری از بخش‌های جنوبی ایتالیا، به ویژه سیسیل، از بادمجان و فلفل تند ترشی درست می‌کنند.
در آلبانی، بلغارستان، صربستان، مقدونیه و ترکیه، ترشی ترکیبی که با نام‌های تورشی، تورسیا یا تورشو شناخته شده‌است خوراکی محبوب است که معمولاً با راکیا خورده می‌شود. ترشی گوجه‌فرنگی‌های سبز، خیار، هویج، فلفل دلمه‌ای، فلفل، بادمجان و کلم‌ترش نیز محبوب هستند.
ترشی ترکیه، با نام تورشو، از سبزیجات، ریشه‌ها و میوه‌هایی مانند فلفل، خیار، خیار ارمنی، کلم، گوجه فرنگی، بادمجان، هویج، شلغم، چغندرقند، بادام سبز، هندوانه نارس، گرمک نارس، سیر، گل کلم، لوبیا و آلو سبز درست می‌شود. ترکیبی از ادویه جات به ترشی طعم می‌دهند.
در یونان، ترشی را با هویج، کرفس، بادمجان پر شده با هویج خرد شده، گل کلم، گوجه‌فرنگی و فلفل درست می‌کنند.

#### اروپای شمالی
در بریتانیا، ترشی پیاز و ترشی تخم مرغ اغلب در میخانه‌ها و فروشگاه‌های چیپس و ماهی فروخته می‌شود. ترشی چغندر، گردو و خیار و ادویه‌هایی مثل برانستون و پیکالیلی معمولاً همراه پای گوشت خوک و گوشت سرد، ساندویج یا یک پلاگ‌من خورده می‌شوند. دیگر ترشی‌های رایج در انگلستان عبارتند از: صدف سیاه، صدف راه‌راه، کلم قرمز، چتنی انبه، زاواکراوت و زیتون.
رول‌ماپس هم کاملاً به‌طور گسترده‌ای با نام‌های مختلفی از تولیدکنندگان مختلف در داخل و خارج از انگلستان در دسترس است.
ترشی شاه‌ماهی، رول‌ماپس و ماهی آزاد در اسکاندیناوی محبوب هستند. برای چندین غذای سنتی خیارشور و چغندر باغی چاشنی مهمی هستند. ترشی کبر هم در غذاهای اسکاندیناوی رایج است.

#### ایالات متحده و کانادا

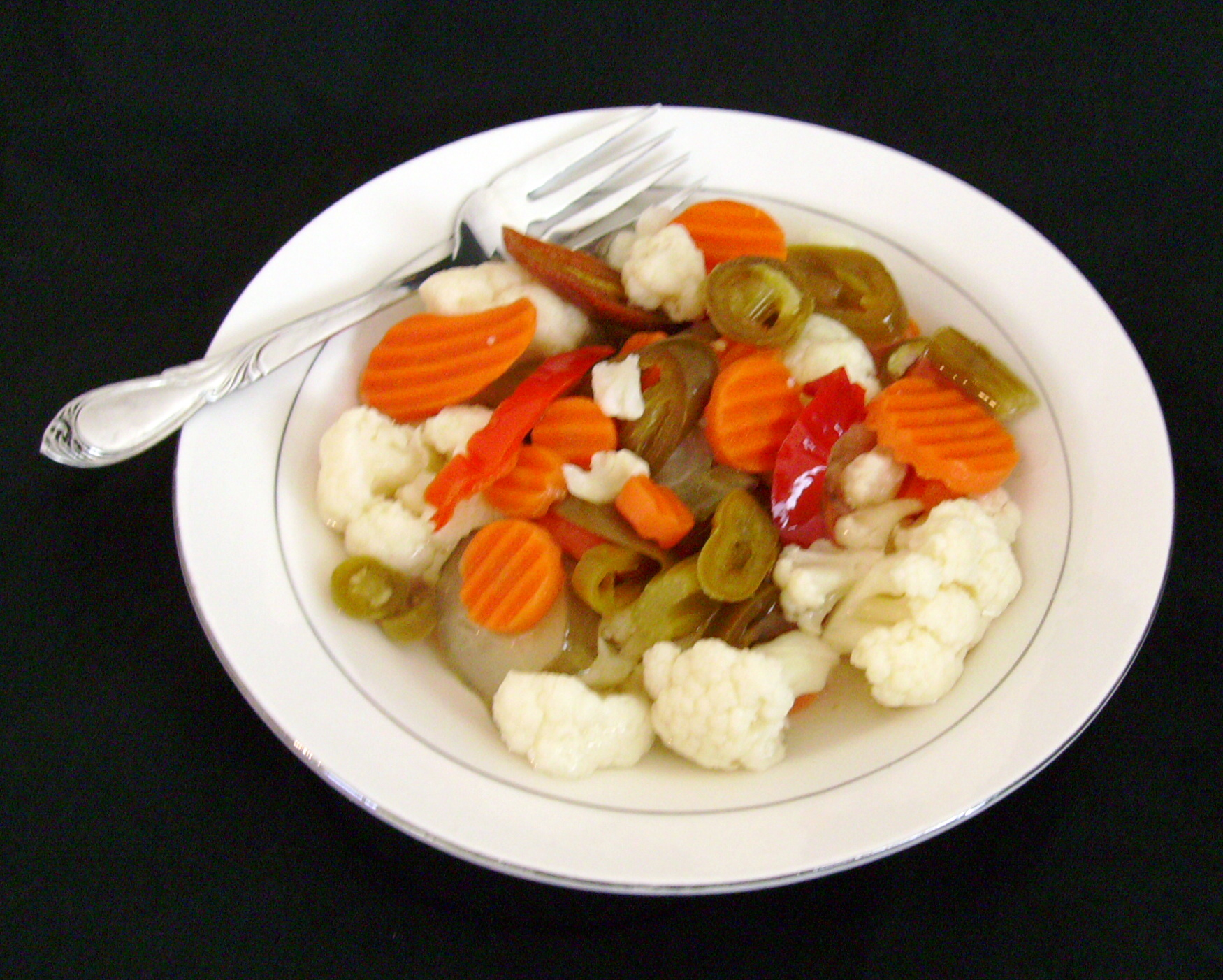
ظرفی از جاردینیرا

در ایالات متحده و کانادا، خیار شور (که اغلب در کانادا و ایالات متحده به سادگی «شور» نامیده می‌شود)، زیتون و زاواکراوت محبوب‌ترین ترشی‌ها هستند، اگرچه ترشی محبوبِ کشورهای دیگر هم در دسترس است.
ترشی کانادایی مشابه انگلستان است. ترشی یک روش مهم نگهداری مواد غذایی در تمام زمستان، است. خیار شور، ترشی پیاز و تخم مرغ بسیار محبوب هستند. چوچو ترکیب گیاهی ترشی مشابه پیکادیلی است که در استان‌های دریایی و ایالت‌های جنوبی آمریکا محبوب است.
مانند اسکاتلند، ترشی ماهی بسیار محبوب است. گوشت هم اغلب ترشی انداخته شده یا در سراسر زمستان در آب‌نمک‌های مختلف، به ویژه در آب و هوای سخت نیوفاندلند، نگهداری می‌شود.
جاردینیرا، ترکیبی از ترشی فلفل، کرفس و زیتون، یک چاشنی محبوب در شیکاگو و شهرهای دیگری است که جمعیت بزرگی از افراد ایتالیایی‌آمریکایی دارد و اغلب با ساندویچ گوشت گاو ایتالیایی مصرف می‌شود. تخم‌مرغ‌های ترشی انداخته در شبه جزیرهٔ میشیگان بالا رایج هستند. ترشی شاه‌ماهی هم در شمال میدوست در دسترس است. بخش هلندی‌نشین پنسیلوانیا سنتی قوی در درست کردن ترشی از مواد غذایی، از جمله چوچو و چغندر با تخم‌مرغ دارد. در ایالت‌های جنوبی، ترشی بامیه و پوست هندوانه مثل ترشی مواد کاملاً سرخ شده مانند پای خوک سرخ شده، ترشی تخم‌مرغ و تخم بلدرچین، ترشی سبزیجات باغی و سوسیس محبوب است. در مکزیک، فلفل تند، به ویژه از گونه‌های Jalapeño و Serrano، که با پیاز، هویج و گیاهان ترشی انداخته شده‌اند، چاشنی رایجی را تشکیل می‌دهند. ترشی سبزیجات مختلف، ماهی، یا تخم مرغ ممکن است پیش غذای یک ناهار یا شام کانادایی باشد.
ترشی‌های محبوب در شمال غرب اقیانوس آرام شامل ترشی مارچوبه و لوبیا سبز است. میوه‌های ترشی انداخته شده مانند زغال اخته و توت فرنگی‌های کال همراه غذاهای گوشتی در رستوران‌ها مصرف می‌شوند.
در ایالات متحده، روز ملی ترشی یک تعطیلی عمومی است که هر ساله در ۱۴ نوامبر برگزار می‌شود.

#### مکزیک، آمریکای مرکزی و آمریکای جنوبی
در منطقه آمریکای مرکزی ترشی «encurtido» یا به صورت کوتاه شده «curtido» نامیده می‌شود. ترشی یا آنطور که در آمریکای لاتین نامیده می‌شود «curtidos» به عنوان غذای سرد، یا جانبی یا غذای پیش‌غذای اسپانیایی سرو می‌شود. در چندین کشور آمریکای مرکزی ترشی را با کلم، پیاز، هویج، لیمو، سرکه، پونه و نمک تهیه می‌کنند. در مکزیک، «curtidos» از هویج، پیاز و فلفل یالپینو است و به عنوان غذای همراه هنوز در رستوران‌ها یا دکه مواد غذایی رایج است. به منظور تهیه ترشی هویج به راحتی هویج و بقیه مواد رایج در منطقه مثل فلفل، گوجه‌فرنگی و پیاز را به سرکه بیفزایید.تفاوت‌ها  به غذا و میزان ترشی آن بستگی دارد.مثال دیگری از یک نوع ترشی که شامل ترشی گوشت یا غذاهای دریایی است، «escabeche» یا «ceviches» محبوب در پرو، اکوادور و در سراسر آمریکای لاتین و کارائیب است. این غذاها عبارتند از ترشی پاهای خوک، گوش خوک و سنگدان که به عنوان یک «escabeche» با ادویه جات و چاشنی برای  طعم دادن به آن تهیه شده‌است. این گیاهان شامل میگو، هشت پا و ماهی‌های مختلف، چاشنی و خنک می‌شوند.«ceviches» شامل میگو،هشت‌پا و انواع ماهی است که به آن‌ها ادویه اضافه شده و به صورت سرد سرو می‌شوند.

## فرایند

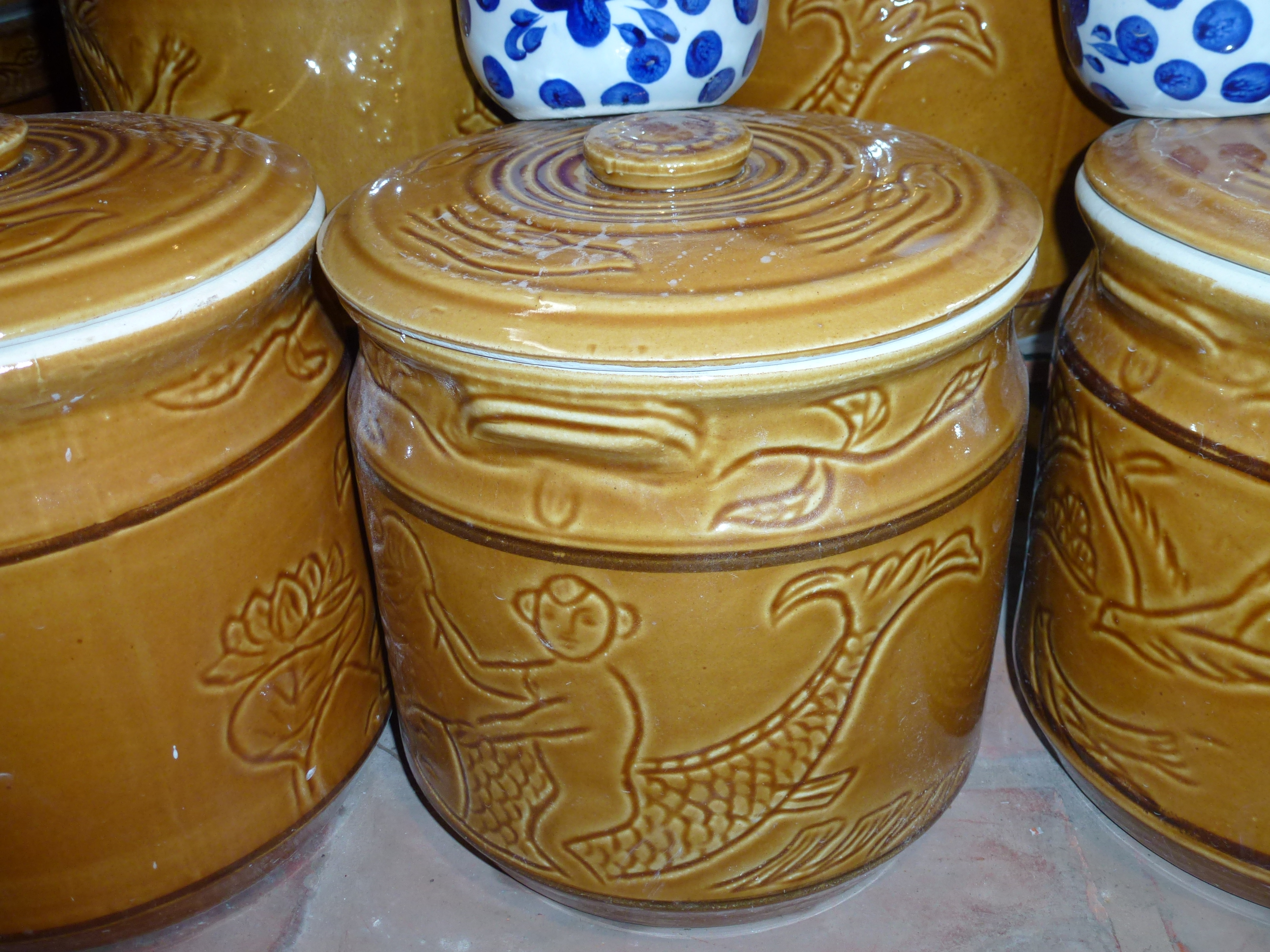
ظرف پرسلان Bát Tràng برای ترشی انداختن

در روش سنتی ترشی انداختن میوه و سبزیجات در آب نمکی که با ۲۰ الی ۴۰ گرم بر لیتر نمک درست شده‌است ریخته یا آن‌ها را تکه‌تکه کرده و نمک زده و مانند آماده کردن زاواکراوت با قرار دادن سنگ‌های مسطحی روی مواد آن‌ها را در زیر آب نگه می‌دارند. دری با دریچه هوا یا یک در محکم هم می‌تواند مورد استفاده قرار گیرد در صورتی که در بتواند فشاری را که در اثر ایجاد کربن دی‌اکسید تولید شده آزاد سازد. هنگام استفاده از ظرف باز برای دور کردن حشرات باید روی آن را با پارچه بپوشانید. ممکن است کپک یا مخمر سفید کاهم روی مایع تشکیل شود که در این صورت باید آن را برداشت. مخمر سفید کاهم بی‌ضرر است ولی ممکن است مزه بدی را تولید کند.
در ترشی انداختن شیمیایی، ابتدا ظرف شیشه‌ای و درش را برای استریل کردن آن‌ها می‌جوشانند. سپس میوه‌ها یا سبزیجات را همراه با آب نمک، سرکه یا هر دو و همچنین ادویه اضافه می‌کنند و اجازه می‌دهند تا بدست آمدن طعم مورد نظر و رسیدن ترشی بماند.
قبل از افزودن سرکه می‌توان غذا را در آب نمک خیساند. این باعث کاهش میزان آب مواد غذایی و رقیق شدن سرکه می‌شود. این روش به ویژه برای میوه‌ها و سبزیجاتی که به‌طور طبیعی آب زیادی دارند مفید است.
در ترشی انداختن تجاری، برای افزایش طول عمر ترشی ممکن است نگهدارنده‌ای مانند سدیم بنزوئیک اسید یا ادتا هم به آن اضافه کنند. در ترشی انداختن با روش تخمیر خود غذا مادهٔ نگهدارنده تولید می‌کند، معمولاً این کار در مرحله‌ای صورت می‌گیرد که لاکتوباسیلوس به عنوان یک عامل نگهدارنده تولید می‌کند.
زاج برای افزایش تردی بافت استفاده می‌شود و به عنوان یک افزودنی غذایی مورد تأیید سازمان غذا و دارو آمریکا قرار گرفته‌است.
«ترشی‌های یخچال» ترشی‌های غیرتخمیری هستند که با خواباندن میوه یا سبزیجات در چاشنی محلول سرکه درست می‌شوند. آن‌ها را باید در دمایی پایین‌تر از دمای سردسازی قرار داده یا کنسرو کرد تا بتوان برای مدت طولانی نگه داشت.

## خطرات احتمالی ترشی سبزیجات
در سال ۲۰۰۹ مجله بریتانیایی سرطان تحقیق فراتحلیل اینترنتی در مورد تأثیر ترشی بر روی افزایش ریسک ابتلا به سرطان مری  منتشر کرد. گزارش، با توجه به داده‌های محدود
در فراتحلیل احتمال افزایش دو برابری سرطان مری با مصرف ترشی سبزیجات آسیایی را نشان می‌دهد.نتایج حاصل از پژوهش به عنوان داشتن «عدم تجانس زیاد» توصیف شده‌است و می‌گوید که مطالعات بیشتر و با طراحی خوب ضروری است.
برخی از قارچ‌های رایج می‌توانند تشکیل ترکیبات نیتروسو را، که عامل ایجاد چند نوع سرطان مری حیوانی است، تسهیل کنند. روسین متیل استر قرمز،یک ترکیب نیتروسو غیر آلکالنیده با اثر پیشرفت تومور در آزمایشگاه،در ترشی‌های شهرستان Linzhou چین،در غلظت‌های بسیار بالاتری نسبت به نمونه‌هایی از مناطق کم ریسک وجود دارد.نشان داده شده که میوکوتوکسین‌های فومونیزین (سم‌های مترشحه از کپک‌ها و قارچ‌ها) باعث ایجاد تومورهای کبدی و کلیه در جوندگان می‌شوند.
یک پژوهش منتشر شده در سال ۲۰۱۷ در مجله سرطان چین  افزایش ۴ برابری سرطان حلق را با مصرف سبزیجات نمک سود شده(که در بین غذاهای چینی رایج است) مرتبط دانست،چرا که تخمیر موجب تولید نیتروسامین می‌گردد،که عده‌ای سرطان‌زا بودن آن را تصدیق کرده‌اند.محصولات تولید شده در اثر تخمیر موجب فعال شدن اپشتین بار ویروس هم می‌گردند.

## نگارخانه

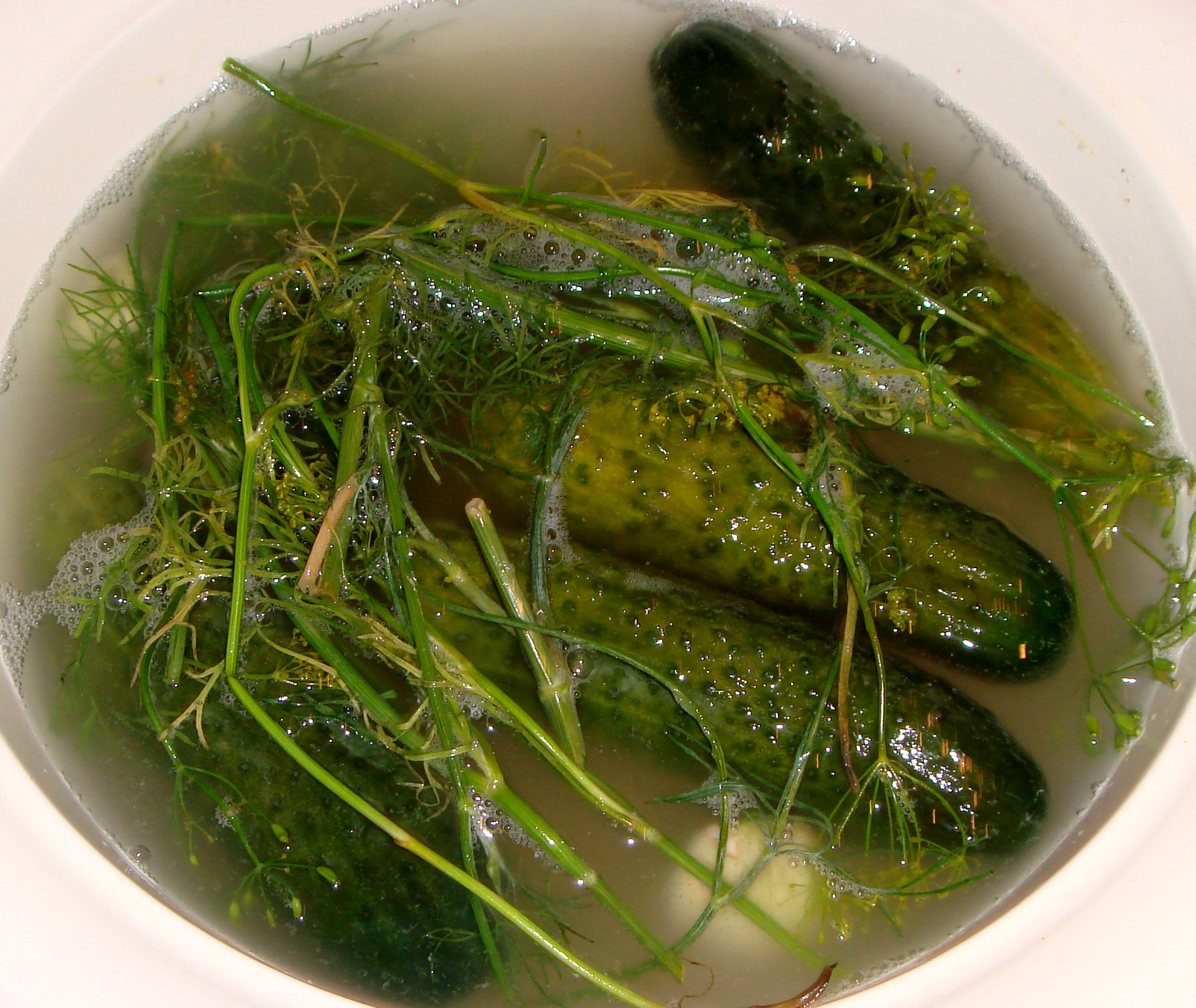
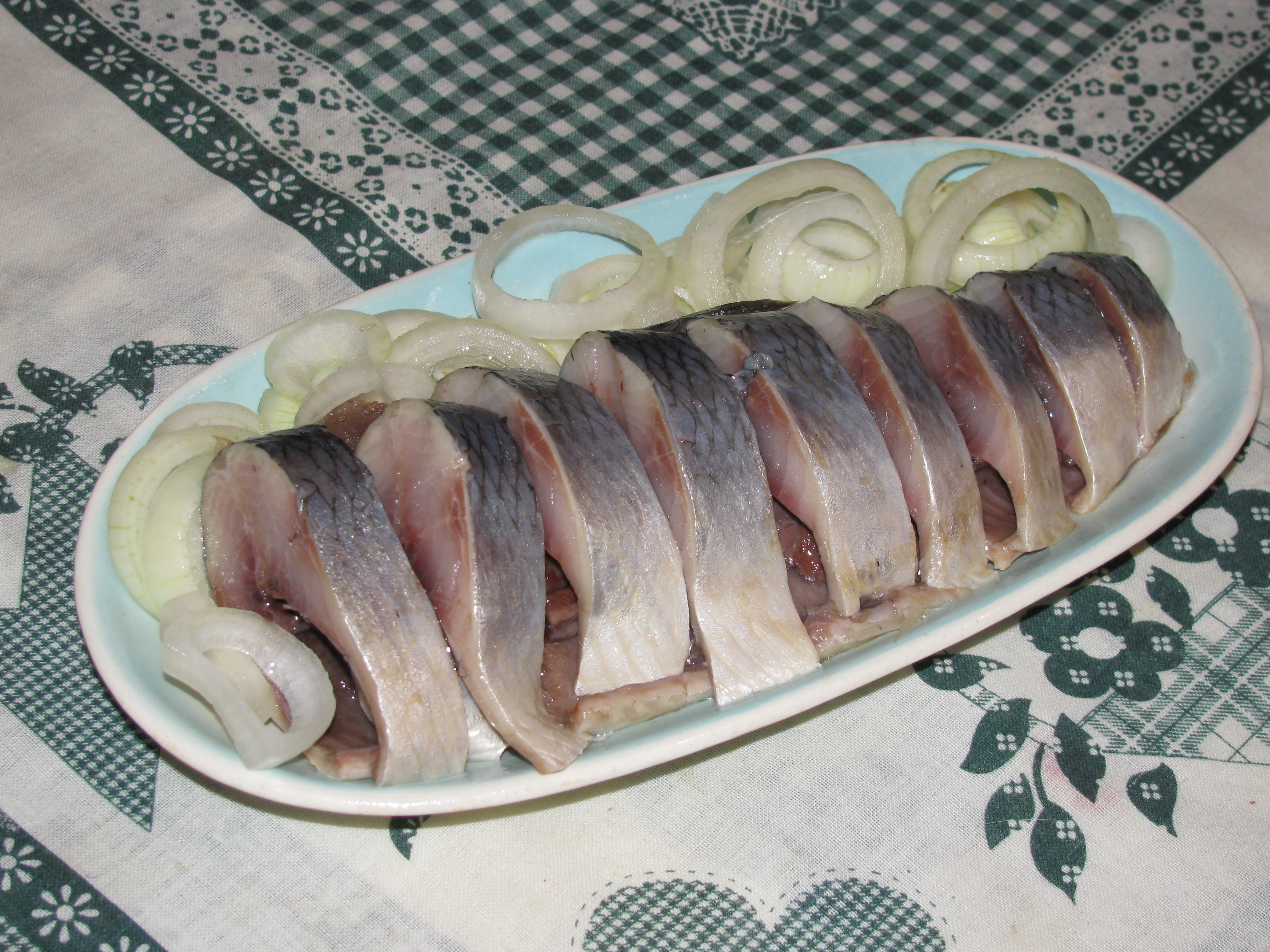
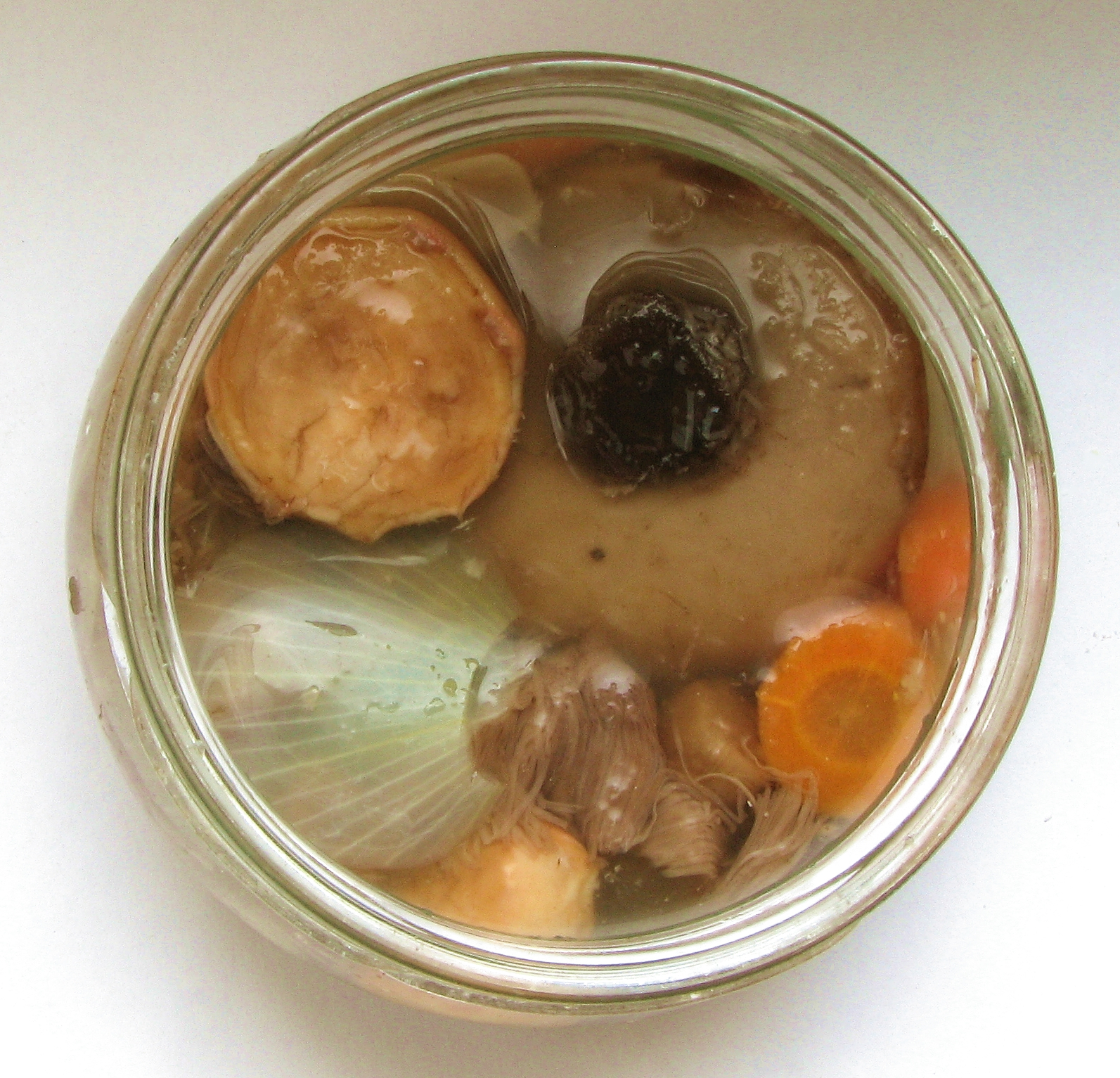
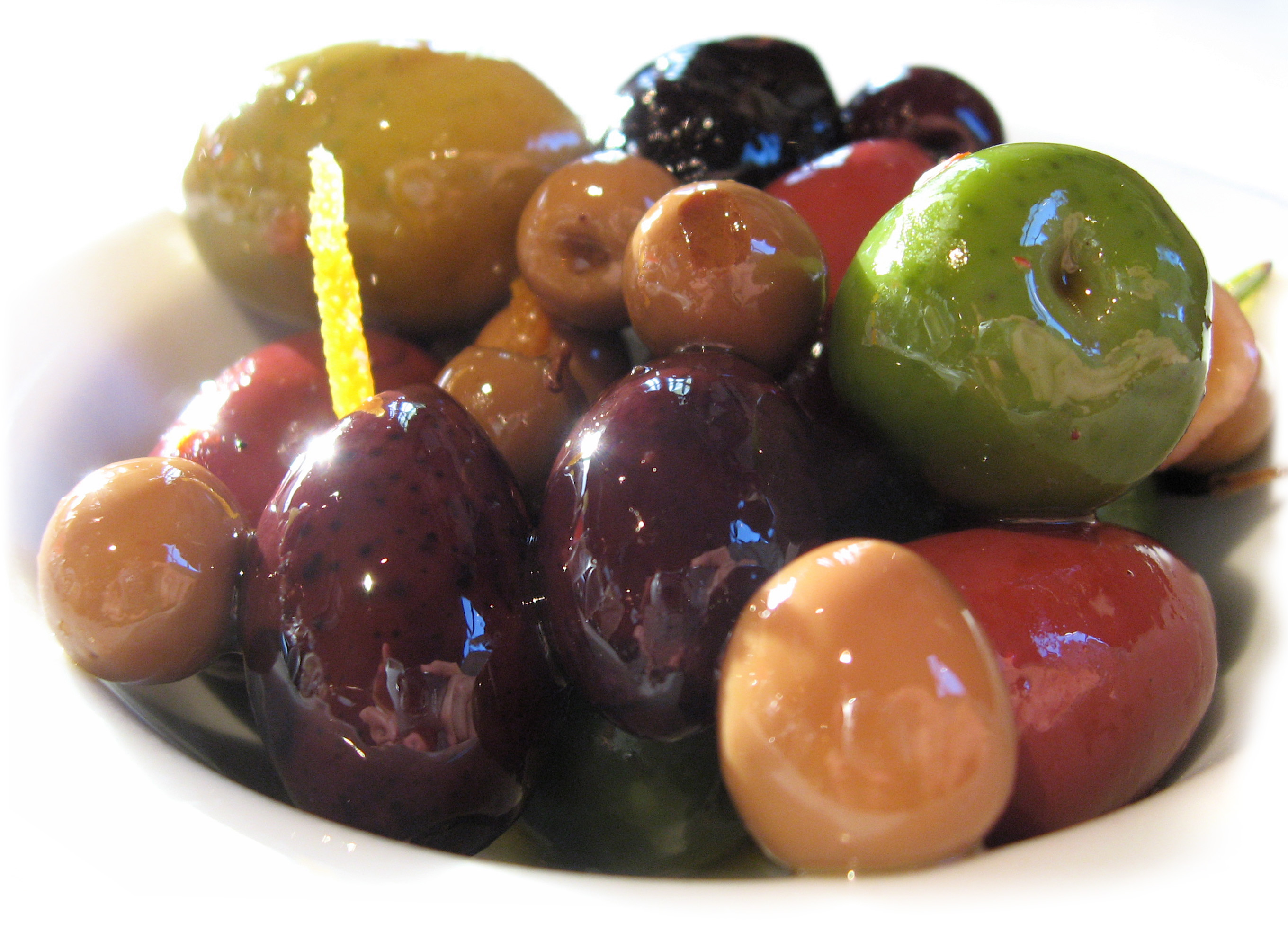
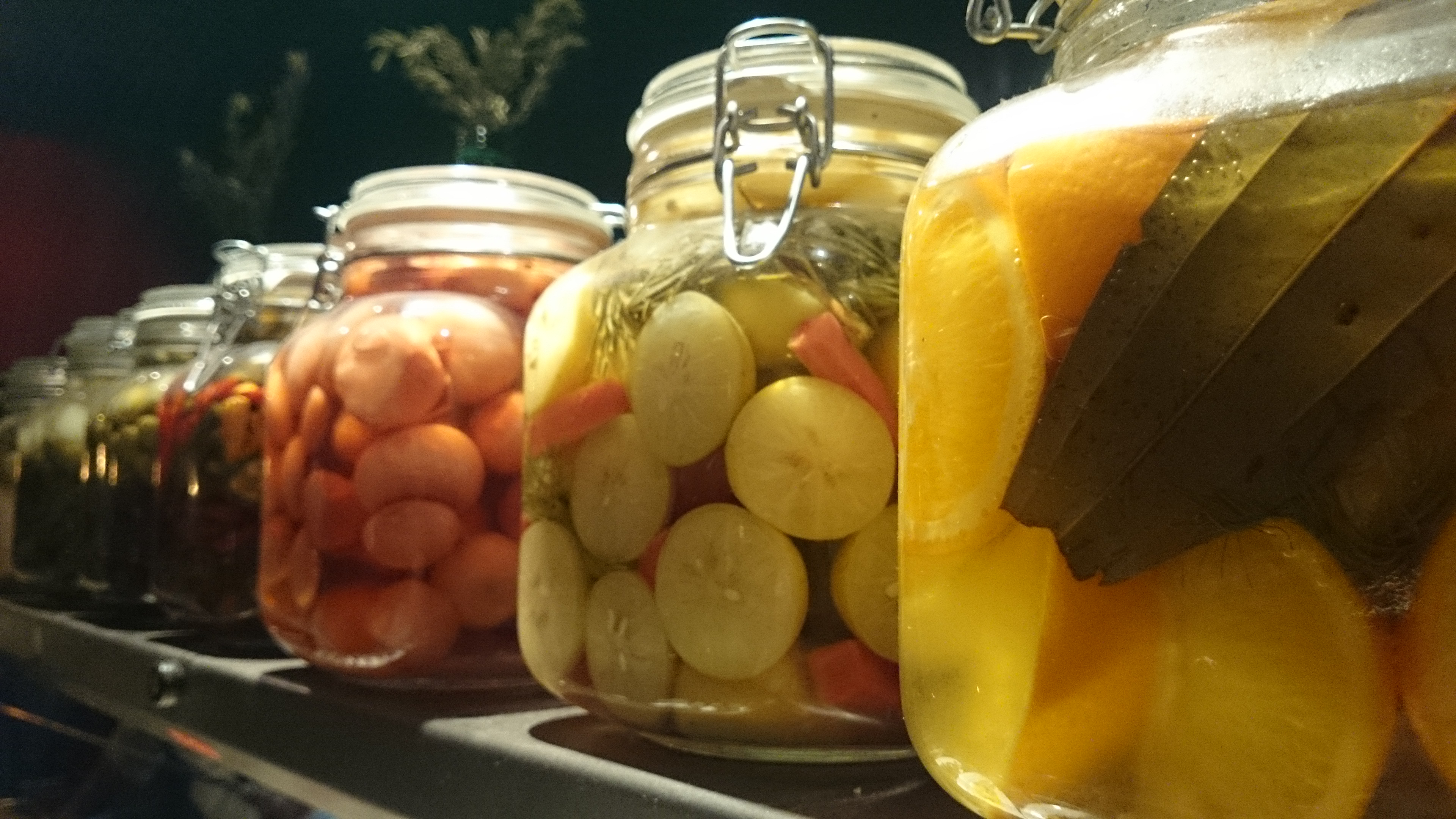
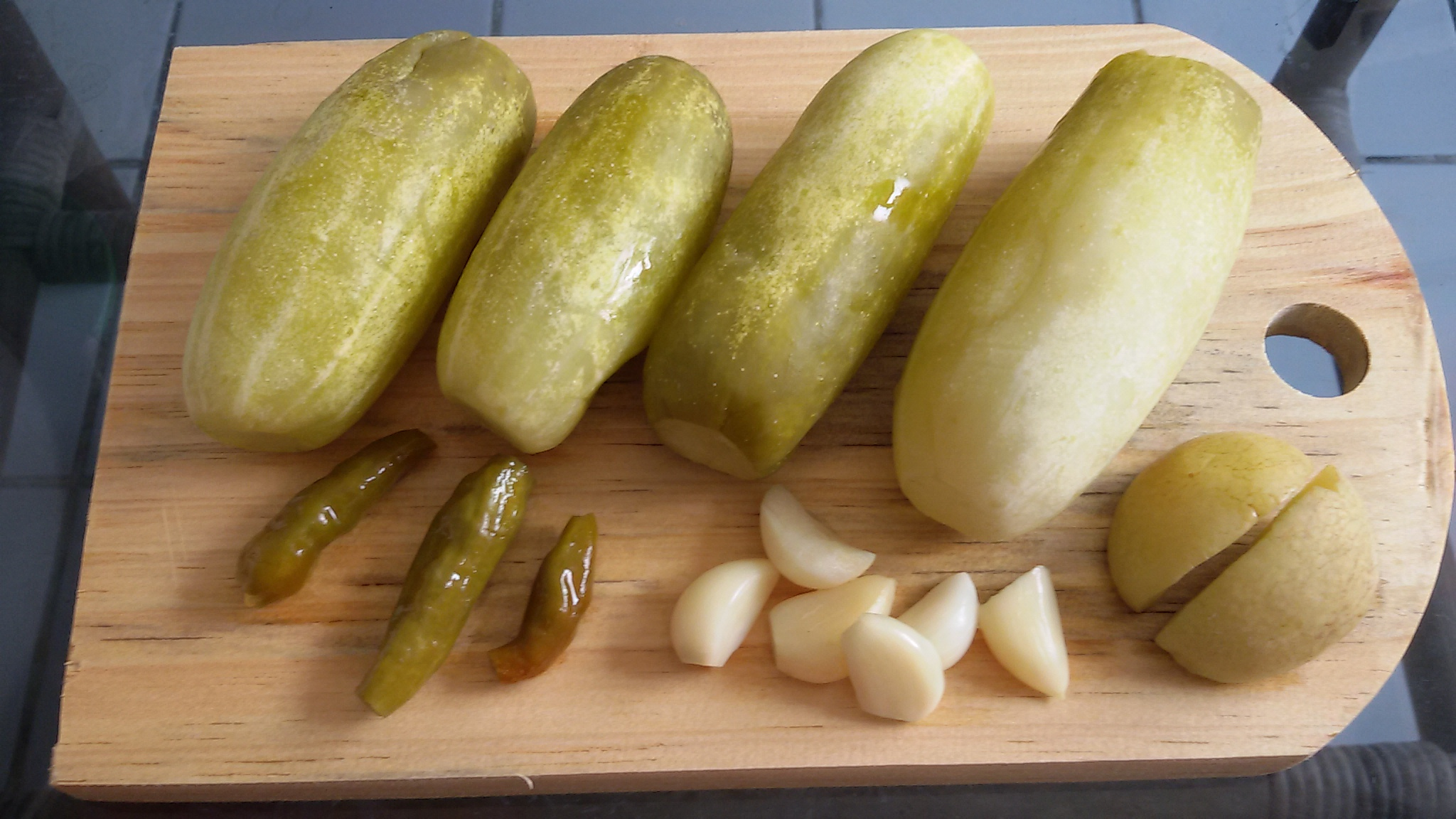